# Batalla de Casalecchio
La batalla de Casalecchio va tenir lloc el 26 de juny de 1402, a Casalecchio di Reno entre l'exèrcit milanès, que pretenia incorporar Bolonya als dominis del ducat de Milà, i l'exèrcit bolonyès.

## Antecedents

El ducat de Milà en 1402

Joan Galeàs Visconti, el duc de Milà tenia el somni d'unir tot el nord d'Itàlia en un sol regne, sent obstaculitzat per Bolonya i especialment la República de Florència. Després de la guerra de Màntua va poder sotmetre Pisa, Siena, Grosseto, Perusa, Cortona, Chiusi, Spoleto i Assís, privant així Florència de la majoria dels seus aliats. Amb la sortida de Lucca de la Lliga de Bolonya a finals de 1400, només Florència i Bolonya s'oposaven al duc de Milà. Florència va buscar el suport de Robert d'Alemanya, rival del rei d'Alemanya deposat Venceslau de Luxemburg per haver concedit el ducat de Milà a Joan Galeàs a canvi de 100.000 florins d'or i, per tant, dels Visconti, però la campanya va acabar de forma desastrosa, en ser derrotat l'exèrcit germànic a mans de les tropes milaneses a la batalla de Brescia i Robert es va veure obligat a tornar a Alemanya i Joan Galeàs Visconti va llançar atacs a Florència i Bolonya. La guerra era extremadament costosa per ambdós bàndols, però es creia que els milanesos sortirien victoriosos. El canceller florentí Coluccio Salutati van intentar unir al poble de Florència, però els florentins estaven gravats amb força per la fam, la malaltia i la pobresa.

## Batalla
La batalla de Casalecchio, en la qual els bolonyesos van ser derrotats va tenir lloc el 26 de juny de 1402, a Casalecchio di Reno, prop de Bolonya. L'exèrcit bolonyès de Giovanni Bentivoglio, comandat per Muzio Attendolo Sforza, esperava els reforços florentins es va oposar al de Joan Galeàs Visconti i els seus aliats, els Malatesta de Rimini i els Gonzaga de Màntua per aturar l'expansió del poder de Visconti. El comandant en cap milanès era Joan Francesc I Gonzaga, i entre els seus capitans es trobava Alberico da Barbiano.

## Conseqüències
Joan Galeàs Visconti va prendre Bolonya i el seu líder Giovanni Bentivoglio va ser assassinat dos dies després. Visconti planejava assaltar Florència a continuació, però va emmalaltir el 10 d'agost de 1402 i morir el 3 de setembre.